# Benzylacetat
Benzylacetat eller benzylethanoat er en organisk ester, der er dannet fra en benzylalkohol og eddikesyre (mens ethylbenzoat dannes af benzoesyre og ethanol). Reaktionen involverer dannelsen af en ester kaldes en kondensation. Molekyleformlen er C9H10O2.  
Ligesom de fleste andre estere så har benzylacetat en sød og behagelig aroma, hvorfor stoffet anvendes produkter til personlig hygiejne og sundhedspleje. Det bliver ligeledes brugt som smagsstof i både kosmetik og cremer.